# Saldamosaurus tuvensis
Saldamosaurus tuvensis es la única una especie conocida del género dudoso extinto Saldamosaurus  de dinosaurio ornitisquio estegosáurido que vivió a finales del período Jurásico, entre 161 a 145 millones de años, desde el Oxfordiense al Titoniense, en lo que es hoy Asia. El nombre de este género fue registrado en el Official Registration of Zoological Nomenclature, registro oficial de nomenclatura zoológica, en inglés, o Zoobank, un requisito para su validez. Conocido a partir de un cráneo completo descubierto en Kalbak-Kyry, Tuvá, en sedimentos de limolita y caliza terrestre de la Formación Saldam del Jurásico superior en Siberia, Rusia y el ejemplar tipo es catalogado TuvIKOPR K-248. Según Galton y Carpenter en 2016, no cumplía con los requisitos del Código Internacional de Nomenclatura Zoológica y, por lo tanto, debería considerarse inválida.